# Coelichneumon bivittatus
Coelichneumon bivittatus là một loài tò vò trong họ Ichneumonidae.